# تقنية النانو في معالجة المياه
توفر التقانة النانوية، وهي هندسة وفن معالجة المادة على المستوى النانوي _1- 100 نانومتر)، القدرة على تصنيع مواد نانوية جديدة تستخدم في معالجة المياه السطحية والمياه الجوفية ومياه الصرف الصحي الملوثة بأيونات المعادن السامة والمحاليل العضوية والغير عضوية بالإضافة إلى الكائنات الدقيقة. ونتيجة نشاطها الفائق الفريد تجاه التخلص من الملوثات المدمرة، تقع العديد من المواد النانوية تحت نطاق البحث النشط والتطوير بهدف استخدامها في معالجة المياه.

## اكتشاف مسببات الأمراض الميكروبية
يعد توفير موردٍ دائمٍ للمياه الصحية الصالحة للشرب إحدى أولويات الحياة الصحية السليمة، إلا أن الأمراض الناجمة عن تلك المياه الملوثَة تمثل سبباً رئيسياً كامناً وراء العديد من حالات الوفاة في أرجاءٍ مختلفةٍ من العالم، وخاصةً فيما بين الأطفال صغار السن، الشيوخ، وهؤلاء الذين يعانون من مشكلات في الجهاز المناعي. ومع تغير علم الأوبئة الناجمة عن الأمراض الملوثة، فقد تنامت المخاوف العالمية العامة حول إعادة ظهور أوبئةٍ معديةٍ والتي تنتشر من خلال التفاعل المعقد مع العوامل الاجتماعية والاقتصادية والتطورية النمائية والبيئية كذلك. ومن ثم يعد أحد التحديات القائمة والهامة في المجال هو ذلك الاكتشاف السريع والدقيق والحساس لمسببات الأمراض الناجمة عن استخدامات المياه الملوثة. حيث بُنيت الاختبارات الميكروبية في وقتنا الحاضر بشكلٍ أساسيٍ على طرق ثقافة استهلاك الوقت time-consuming culture methods. إلا أنه على الرغم من ذلك فيتم تطوير العديد من الطرق الإنزيمية والمناعية والجينية لتحل محل و/ أو تدعم الطرق والأساليب التقليدية للكشف عن الميكروبات. علاوةً على ذلك، فإن للاختراعات في مجال تقانة النانو والعلوم النانوية تأثيراً حيوياً هاماً في علم التشخيص الحيوي، حيث تم إجراء العديد من التجارب القائمة على الجسيمات النانوية والأجهزة النانوية المختلفة بهدف المساعدة في عملية الكشف عن الجسيمات الحيوية.

## الألياف النانوية والمبيدات الحيوية النانوية
تُظهِر الألياف النانوية الكهربائية المنسوجة والمبيدات الحيوية النانوية القدرة على إنجاز تحسينات في مجال أغشية فلترة المياه. ونلاحظ أن القاذورات الحيوية التي تتكون على الأغشية وتسببها الشحنات البكتيرية بالمياه تقلل من جودة مياه الشرب، مما جعل منها مشكلةً رئيسية تؤرق الجميع. هذا وقد أسفرت العديد من الدراسات عن التوصل لتلك النتيجة الخاصة بتثبيط واختفاء تلك البكتريا بعد التعرض للألياف النانوية ذات الأسطح الوظيفية. وفي الوقت ذاته فقد أثبتت المبيدات الحيوية النانوية ومنها الجسيمات النانوية المعدنية والمواد النانوية المهندسَة نجاحها في الاندماج مع الألياف النانوية مستهدفةً تحقيق نشاطٍ عالٍ مضادٍ للميكروبات واستقرارٍ في الماء كذلك.